# Mate Pavić
Mate Pavić (Split, 4 de julio de 1993) es un tenista profesional croata. Es el actual número uno del mundo en dobles en la ATP junto a su compañero en dobles Marcelo Arévalo. Pavić es uno de los únicos seis hombres que han completado el Career Golden Slam en dobles. 
Su mayor ranking individual lo alcanzó el 6 de mayo de 2013, cuando llegó al puesto n.º 295, mientras que en dobles llegó al puesto n.º 1 el 21 de mayo de 2018. Convirtiéndose en el jugador número 52 en alcanzar el número 1 en dobles.
Es siete veces campeón de Grand Slam, habiendo ganado cuatro títulos en dobles masculinos: el Abierto de Australia 2018 con Oliver Marach, el Abierto de Estados Unidos 2020 con Bruno Soares, el Campeonato de Wimbledon 2021 con Nikola Mektić y el Torneo de Roland Garros 2024 con Marcelo Arévalo.  Pavić también ganó títulos de dobles mixtos en el Abierto de Estados Unidos 2016 con Laura Siegemund,  el Abierto de Australia 2018 con Gabriela Dabrowski y el Campeonato de Wimbledon 2023 con Lyudmyla Kichenok. Terminó subcampeón en el Campeonato de Wimbledon 2017, el Torneo de Roland Garros 2018, el Torneo de Roland Garros 2020 y el Campeonato de Wimbledon 2022 en dobles masculinos, y en los Torneo de Roland Garros 2018 y 2019 en dobles mixtos.
Pavić ha ganado 39 títulos de dobles en el ATP Tour, incluidos cinco a nivel Masters 1000. En mayo de 2018, se convirtió en el número uno mundial en dobles, lo que lo convirtió en el 52.º jugador en la historia en mantener el primer puesto. Fue el número uno de dobles más joven desde Todd Woodbridge en 1996, y el primer jugador de Croacia, hombre o mujer, en ser el número uno mundial en individuales o dobles. Pavić formó parte del equipo croata ganador en la Copa Davis de 2018, y también ganó el oro olímpico en dobles masculinos en los Juegos Olímpicos de Verano de 2020 junto a Mektić. En individuales, alcanzó el puesto número 295 en mayo de 2013, el más alto de su carrera. 

## Juniors
Como junior, Pavić registró un récord de victorias y derrotas en individuales de 95-51 (90-39 en dobles) y alcanzó un ranking combinado de n.º 5 en enero de 2011.
En individuales, en 2010 alcanzó los cuartos de final del Torneo de Roland Garros y en 2011 nuevamente los cuartos de final, esta vez en el Campeonato de Wimbledon. Su mayor éxito como junior llegó en el Campeonato de Wimbledon 2011 en dobles masculinos donde ganó el título junto a George Morgan.

## Carrera

### Carrera temprana
Después de ganar el título de dobles masculino en el Campeonato de Wimbledon, Pavić recibió una wild card para el Torneo de Zagreb 2012. Junto a Ivan Dodig, alcanzó su primera final de dobles ATP a la edad de 18 años y 7 meses. En individuales, su primer partido de nivel ATP fue en el Torneo de Umag 2011, donde perdió ante Filippo Volandri en la primera ronda. Su primera victoria a nivel ATP llegó en el Torneo de s-Hertogenbosch, donde derrotó al número 40 del mundo Robin Haase en la primera ronda. El mismo año derrotó al número 37 del mundo, Juan Carlos Ferrero. Al año siguiente alcanzó el ranking más alto de su carrera en individuales en el número 295 del mundo.
Pavić quería seguir su carrera tenística tanto en individuales como en dobles, pero cuando se introdujeron los torneos clasificatorios de dobles en 2016, esta nueva regla le permitió participar en torneos de dobles más importantes de la ATP y decidió centrarse más en los dobles. Se le cita diciendo que lamenta no haber podido ver a dónde lo habría llevado su carrera en individuales.

### 2015–2017: Primer título, título mixto importante
Pavić ganó su primer título ATP de dobles en mayo de 2015 en el Torneo de Niza 2015, junto a Michael Venus. Desde mayo de 2015 hasta octubre de 2016, Pavić y Venus llegaron a 11 finales de dobles ATP, ganando cinco de ellas. Sin embargo, nunca pasaron de la tercera ronda en un torneo Grand Slam y decidieron separarse a fines de 2016.

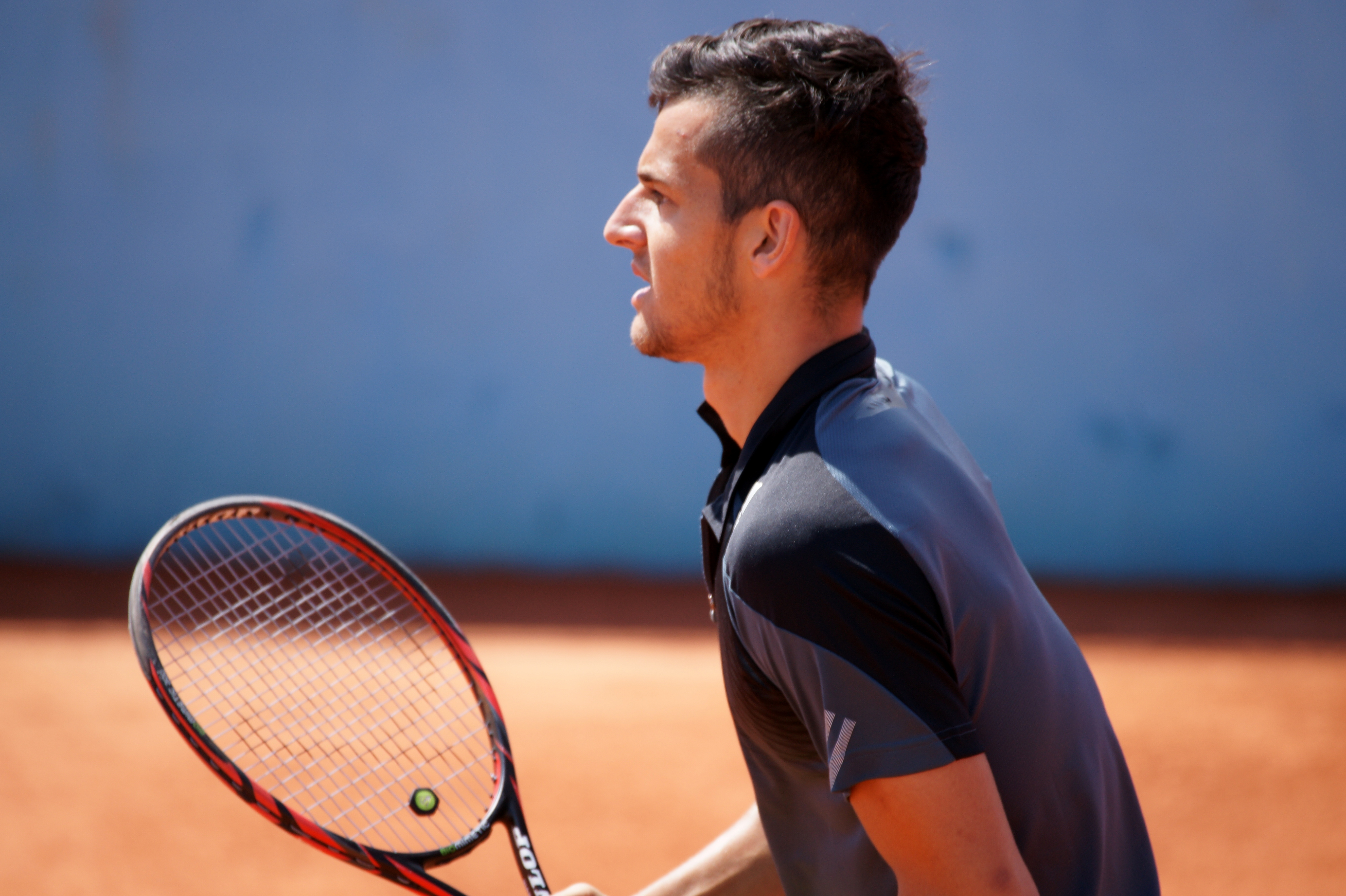
Mate Pavic, en el año 2015

El mismo año, Mate ganó el título de dobles mixtos con Laura Siegemund, en el que ninguna pareja pudo siquiera ganarle un set, superaron en la final a Coco Vandeweghe y Rajeev Ram (6-4, 6-4). Al no poder asegurar un compañero permanente después del Masters de Miami 2017, Pavić se asoció temporalmente con el veterano de dobles austriaco Oliver Marach durante la temporada europea de cancha de arcilla. Su gira de arcilla no fue exitosa y decidieron separarse después del Campeonato de Wimbledon 2017. Sin embargo, Pavić y Marach luego llegaron a tres finales consecutivas en cancha de césped, incluido el Campeonato de Wimbledon 2017, donde perdieron 11-13 en el quinto set ante el equipo de dobles número uno del ranking (en ese momento) de Łukasz Kubot y Marcelo Melo. 
Tras alcanzar la final en Wimbledon, en el Abierto de Estados Unidos, Pavić y Marach perdieron en la tercera ronda. En octubre, Pavić y Marach ganaron su primer torneo como equipo en el  Torneo de Estocolmo. En noviembre, se clasificaron para las ATP Finals 2017 como primeros suplentes y jugaron un partido, venciendo a los hermanos Bryan en el round robin. Pavić terminó la temporada en el puesto n.º 17.

### 2018: Títulos mayores de dobles y mixtos, n.º 1
Pavić y Marach tuvieron un gran comienzo en 2018. Ganaron 17 partidos seguidos, consiguiendo títulos en el Torneo de Catar, el Torneo de Auckland y luego ganando su primer título de Grand Slam en el Abierto de Australia 2018. En Melbourne, Mate también ganó su segundo título de Grand Slam en dobles mixtos, esta vez con Gabriela Dabrowski. La racha ganadora de Pavić y Marach llegó a su fin en el Torneo de Rotterdam en febrero, donde perdieron en la final. En abril, Pavić y Marach alcanzaron su primera final de la ATP 1000 Masters Series en el Masters de Montecarlo perdiendo ante los hermanos Bryan.
El 21 de mayo de 2018, Pavić se convirtió en el jugador número uno del mundo en dobles y pasó 8 semanas en la cima. Fue el jugador de dobles número uno más joven del mundo desde Todd Woodbridge en 1996. Pavić y Marach también llegaron a la final del Torneo de Roland Garros 2018, donde perdieron ante Mahut y Herbert. Después del Abierto de Francia, Pavić y Marach tuvieron un récord de 10-8, perdiendo tanto en el Campeonato de Wimbledon 2018 como en las primeras rondas del Abierto de Estados Unidos 2018. Se recuperaron al llegar a la final del Masters de Shanghái 2018 en octubre ante  Łukasz Kubot y Marcelo Melo. Pavić terminó la temporada 2018 en el número 3.

### 2019-2020: título del US Open, fin de año como n.º 1
Después del Torneo de Roland Garros 2020, donde pavic llegó a la final en doble mixto junto a Gabriela Dabrowski, la relación Marach y Pavić terminaron su asociación y Mate se asoció con Bruno Soares y ganó su primer título de Masters en el Shanghai Rolex Masters de 2019 en octubre cuando se impuesto al duo formado por el brasileño Marcelo Melo y el polaco Lukasz Kubot por 6-4 y 6-2. El mismo mes, llegaron a la final del Torneo de Estocolmo y Pavić regresó brevemente al top 10 del ranking, pero terminó la temporada 2019 en el puesto 18 del mundo.
En septiembre de 2020, Pavić y Soares ganaron el Abierto de Estados Unidos 2020 ante Wesley Koolhof y Nikola Mektic, por un marcador de 7-5 6-3. Fue el segundo título de Grand Slam de dobles masculino de la carrera de Pavić. Luego llegaron a las finales del Torneo de Roland Garros 2020 y del Rolex Paris Masters 2020, donde perdieron después de tener 5 puntos de partido ante la pareja conformada por Félix Auger-Aliassime y Hubert Hurkacz por resultado final de 6-7 (3), 7-6 (7) y 10-2 . La pareja terminó en el puesto número 1 en la carrera de dobles de 2020.

### 2021: título de Wimbledon, oro olímpico de Croacia
A partir de 2021, Pavić se asoció con éxito con su compatriota Nikola Mektić. Ganaron cuatro títulos ATP, incluido el título de dobles en el Masters de Miami 2021 en abril y alcanzaron las semifinales de dobles del Abierto de Australia 2021 y la final del Torneo de Dubái 2021 en los primeros tres meses del año. Después de estos resultados, Pavić regresó al puesto número uno del ranking en dobles el 5 de abril.  El 18 de abril, Pavić consiguió su quinto título general y segundo título ATP Masters del año en el Masters MonteCarlo 2021, además de retener el puesto número uno del ranking, ya que estaba en disputa con Robert Farah por él, quien perdió en las semifinales del evento. La pareja, cabeza de serie número 2, también llegó a la final del Masters de Madrid 2021, donde perdieron ante la pareja cabeza de serie número 3 de Horacio Zeballos y Marcel Granollers y la final del Masters de Roma 2021, donde ganaron el título derrotando a la pareja cabeza de serie número 5 de Rajeev Ram y Joe Salisbury por 6-4 y 7-6 (4).
En su primera final de dobles de Grand Slam, los cabezas de serie Pavic y Mektić consiguieron la mayor victoria de su temporada 2021 como equipo al derrotar a Horacio Zeballos y Marcel Granollers para triunfar en dobles en el Campeonato de Wimbledon 2021. Se convirtieron en los primeros jugadores croatas en ganar el título de dobles masculino de Wimbledon. También son los primeros jugadores de su país en ganar en el All England Club desde la victoria de Goran Ivanišević en 2001 en individuales y la victoria de Ivan Dodig en dobles mixtos en 2019 con Latisha Chan. Después de un gran inicio de temporada, para julio tenían un balance de 46 victorias y solo 5 derrotas lo que le permitió a Pavic y Metic ser los primeros clasificados para la ATP Finals 2021.
En los Juegos Olímpicos ganó la medalla de oro con Mektić en una final totalmente croata derrotando a Ivan Dodig y Marin Čilić. Fue la primera medalla de oro del país en este deporte y la tercera vez en la historia de los dobles masculinos de los Juegos Olímpicos que el mismo país ganó tanto el oro como la plata , y la primera desde 1908. 
La pareja Pavic-Mektić terminó la temporada ganando 9 títulos, el Torneo de Antalya, Torneo ATP de Melbourne II, Torneo de Róterdam, Masters de Miami, Masters de Montecarlo, Masters de Roma, Torneo de Eastbourne,Campeonato de Wimbledon, Medalla de Oro de los Juegos Olímpicos.

### 2022: Campeón de Italia, final de Wimbledon
Pavić y Mektić ganaron su segunda corona del Masters de Roma 2022 y defendieron su título de 2021 tras vencer a John Isner y Diego Schwartzman en un apasionante encuentro que se ha decidido en el súper tie-break, terminando con marcador de 6-2, 6-7 y 11-9. 
La semana siguiente, la pareja croata ganó el Torneo de Ginebra 2022, que fue el 28.º título de dobles de Pavić y el 30.º en total (incluidos los dos títulos mixtos). En junio, Pavić ganó el Torneo de Stuttgart con Hubert Hurkacz superando a Tim Pütz y Michael Venus para su victoria número 350. La semana siguiente en el ATP 500 2022 Queen's Club Championships , Pavić ganó su tercer título de la temporada en sociedad con Mektic y el duodécimo en general para la pareja.  La pareja también defendió con éxito su título en el Eastbourne International 2022, que fue la tercera victoria consecutiva de Pavić. 
En el Campeonato de Wimbledon de 2022, la pareja croata llegó a las semifinales en sets seguidos  y a la final derrotando a la pareja colombiana de seis cabezas de serie, Robert Farah y Juan Sebastián Cabal, en un partido de cinco sets con un superdesempate en el quinto set durante 4 horas terminando con marcador de 6-7 (2) 7-6 (0) 4-6 6-2 7-6 (4).En la final cayeron derrotados ante Matthew Ebden y Max Purcell quienes los vencieron por 7-6, 6-7, 4-6, 6-4, 7-6. 
La pareja ganó otro título ATP 500 en el Torneo de Astana 2022, lo que lo convierte en el quinto como equipo y el sexto en general de la temporada para Pavic. 

### 2023: Título mixto de Wimbledon
Ganó su 35º título general y tercer título consecutivo en el Eastbourne International de 2023 con su compañero Mektic. 
Pavic y Lyudmyla Kichenok ganaron el título de dobles mixtos en el Campeonato de Wimbledon 2023 al derrotar en la final a Joran Vliegen y Yifan Xu, por 6-4, 6-7, 6-3.  En dobles, registró su victoria número 400 de su carrera al derrotar a Francisco Cabral y Rafael Matos en sets seguidos en la segunda ronda en el All England Club.

### 2024: Golden Slam de carrera, n.º 1
Junto a Marcelo Arévalo, Pavić derrotó a los italianos Simone Bolelli y Andrea Vavassori en la final por 7-5, 6-3 para ganar el título en el Torneo de Roland Garros 2024. Fue el segundo título importante de dobles masculino de Arévalo y el cuarto de Pavić. Fue el cuarto título de dobles de Pavić en un Grand Slam y el segundo de Arévalo. Pavić completó un Golden Slam de su carrera con la victoria, habiendo ganado previamente los otros tres Grand Slams y una medalla de oro olímpica. 
En el Masters de Cincinnati de 2024 ganó su segundo título de Masters junto a Arévalo, derrotando a la pareja local Alex Michelsen y Mackenzie McDonald. El 28 de agosto de 2024, Arévalo y Pavic se convirtieron en la primera pareja de dobles en clasificarse para las ATP Finals 2024. 
El 11 de noviembre de 2024, se convirtió en el jugador número uno del mundo en dobles junto con su compañero Marcelo Arévalo. Pavić se convirtió en cinco veces clasificado con cuatro compañeros diferentes (Oliver Marach, Bruno Soares, Nikola Mektic y Arévalo). También fue suplente en 2017 con Marach. El dúo también se aseguró el puesto número uno del ranking ATP de dobles de fin de año. Llegaron a la final con una derrota en sets seguidos sobre Harri Heliovaara y Henry Patten. Perdieron ante el dúo alemán Kevin Krawietz y Tim Pütz en la final. 

## Pareja Pavić- Mektić
Mektic y Pavic empezaron a competir como equipo desde enero de 2021 con un dominio apabullante, pues fueron campeones en tres de sus primeros cuatro torneos, concretamente hablamos del extinto ATP 250 en el Torneo de Antalya, el ATP 250 de Melbourne II, el ATP 500 de  Róterdam y se destacan unas semifinales en el Abierto de Australia.
Durante su periplo en el circuito, ambos alcanzaron la cima del ranking ATP de dobles y conquistaron 17 trofeos, resaltando cuatro ATP Masters 1000 en Miami, Montecarlo y Roma en dos ocasiones, así como su único Grand Slam en Wimbledon2021 y el oro olímpico ese mismo año en los juegos de Tokio 2020.
Sin embargo, es una dupla que ha venido de más a menos, pues en su primer año en 2021 obtuvieron nueve títulos, posteriormente en 2022 cinco trofeos y en 2023 sólo tres éxitos, en Auckland, Stuttgart y Eastbourne.
Las derrotas en primera ronda de torneos importantes como Miami, Montecarlo, Barcelona, Roma y Roland Garros eran un presagio de lo que ocurriría y así ha sido, pues los croatas han decidido separar sus caminos, teniendo Wimbledon 2023 como su último torneo donde llegaron a tercera ronda.
Ambos dejan un balance general de 138 victorias y 49 derrotas, 29 triunfos sobre arcilla, 16 en pistas indoor y 34 éxitos sobre hierba. 

## Torneos de Grand Slam

### Dobles

#### Títulos (4)
| Año  | Torneo               | Pareja          | Oponentes en la final              | Resultado             |
| 2018 | Abierto de Australia | Oliver Marach   | Juan Sebastián Cabal Robert Farah  | 6-4, 6-4              |
| 2020 | Abierto de EE. UU.   | Bruno Soares    | Wesley Koolhof Nikola Mektić       | 7-5, 6-3              |
| 2021 | Wimbledon            | Nikola Mektić   | Marcel Granollers Horacio Zeballos | 6-4, 7-6(4), 2-6, 7-5 |
| 2024 | Roland Garros        | Marcelo Arévalo | Simone Bolelli Andrea Vavassori    | 7-5, 6-3              |

#### Finalista (4)
| Año  | Torneo        | Pareja        | Oponentes en la final               | Resultado                        |
| 2017 | Wimbledon     | Oliver Marach | Łukasz Kubot Marcelo Melo           | 7-5, 5-7, 6-7(2), 6-3, 11-13     |
| 2018 | Roland Garros | Oliver Marach | Pierre-Hugues Herbert Nicolas Mahut | 2-6, 6-7(4)                      |
| 2020 | Roland Garros | Bruno Soares  | Kevin Krawietz Andreas Mies         | 3-6, 5-7                         |
| 2022 | Wimbledon     | Nikola Mektić | Matthew Ebden Max Purcell           | 6-7(5), 7-6(3), 6-4, 4-6, 6-7(2) |

### Dobles mixto

#### Títulos (3)
| Año  | Torneo               | Pareja             | Oponentes en la final      | Resultado        |
| 2016 | Abierto de EE. UU.   | Laura Siegemund    | Coco Vandeweghe Rajeev Ram | 6-4, 6-4         |
| 2018 | Abierto de Australia | Gabriela Dabrowski | Tímea Babos Rohan Bopanna  | 2-6, 6-4, [11-9] |
| 2023 | Wimbledon            | Lyudmyla Kichenok  | Xu Yifan Joran Vliegen     | 6-4, 6-7(9), 6-3 |

#### Finalista (2)
| Año  | Torneo        | Pareja             | Oponentes en la final    | Resultado           |
| 2018 | Roland Garros | Gabriela Dabrowski | Yung-Jan Chan Ivan Dodig | 1-6, 7-6(5), [8-10] |
| 2019 | Roland Garros | Gabriela Dabrowski | Yung-Jan Chan Ivan Dodig | 1-6, 6-7(5)         |

## Juegos olímpicos

### Dobles

#### Medalla de Oro
| Año  | Torneo     | Pareja        | Oponentes en la final  | Resultado        |
| 2021 | Tokio 2020 | Nikola Mektić | Marin Čilić Ivan Dodig | 6-4, 3-6, [10-6] |

## Títulos ATP (42; 0+42)

### Dobles (42)
| Leyenda                         |
| Grand Slam (4)                  |
| ATP Wourld Tour Finals (0)      |
| Juegos Olímpicos (1)            |
| ATP Masters 1000 World Tour (9) |
| ATP World Tour 500 series (4)   |
| ATP World Tour 250 series (24)  |

| N.º | Fecha                    | Torneos              | Superficie    | Pareja          | Oponentes en la final                  | Resultado             |
| --- | ------------------------ | -------------------- | ------------- | --------------- | -------------------------------------- | --------------------- |
| 1.  | 23 de mayo de 2015       | Niza                 | Tierra barida | Michael Venus   | Jean-Julien Rojer Horia Tecău          | 7-6(4), 2-6, [10-8]   |
| 2.  | 16 de enero de 2016      | Auckland             | Dura          | Michael Venus   | Eric Butorac Scott Lipsky              | 7-5, 6-4              |
| 3.  | 7 de febrero de 2016     | Montpellier          | Dura (i)      | Michael Venus   | Alexander Zverev Mischa Zverev         | 7-5, 7-6(4)           |
| 4.  | 21 de febrero de 2016    | Marsella             | Dura (i)      | Michael Venus   | Jonathan Erlich Colin Fleming          | 6-2, 6-3              |
| 5.  | 11 de junio de 2016      | 's-Hertogenbosch     | Hierba        | Michael Venus   | Dominic Inglot Raven Klaasen           | 3-6, 6-3, [11-9]      |
| 6.  | 15 de abril de 2017      | Marrakech            | Tierra batida | Dominic Inglot  | Marcel Granollers Marc López           | 6-4, 2-6, [11-9]      |
| 7.  | 30 de julio de 2017      | Hamburgo             | Tierra batida | Ivan Dodig      | Pablo Cuevas Marc López                | 6-3, 6-4              |
| 8.  | 22 de octubre de 2017    | Estocolmo            | Dura (i)      | Oliver Marach   | Aisam-ul-Haq Qureshi Jean-Julien Rojer | 3-6, 7-6(6), [10-4]   |
| 9.  | 5 de enero de 2018       | Doha                 | Dura          | Oliver Marach   | Jamie Murray Bruno Soares              | 6-2, 7-6(6)           |
| 10. | 12 de enero de 2018      | Auckland             | Dura          | Oliver Marach   | Max Mirnyi Philipp Oswald              | 6-4, 5-7, [10-7]      |
| 11. | 27 de enero de 2018      | Abierto de Australia | Dura          | Oliver Marach   | Juan Sebastián Cabal Robert Farah      | 6-4, 6-4              |
| 12. | 26 de mayo de 2018       | Ginebra              | Tierra batida | Oliver Marach   | Ivan Dodig Rajeev Ram                  | 3-6, 7-6(3), [11-9]   |
| 13. | 30 de septiembre de 2018 | Chengdú              | Dura          | Ivan Dodig      | Austin Krajicek Jeevan Nedunchezhiyan  | 6-2, 6-4              |
| 14. | 25 de mayo de 2019       | Ginebra              | Tierra batida | Oliver Marach   | Matthew Ebden Robert Lindstedt         | 6-4, 6-4              |
| 15. | 13 de octubre de 2019    | Shanghái             | Dura          | Bruno Soares    | Łukasz Kubot Marcelo Melo              | 6-4, 6-2              |
| 16. | 9 de febrero de 2020     | Montpellier          | Dura (i)      | Nikola Čačić    | Dominic Inglot Aisam-ul-Haq Qureshi    | 6-4, 6-7(4), [10-4]   |
| 17. | 10 de septiembre de 2020 | Abierto de EE.UU.    | Dura          | Bruno Soares    | Wesley Koolhof Nikola Mektić           | 7-5, 6-3              |
| 18. | 12 de enero de 2021      | Antalya              | Dura          | Nikola Mektić   | Ivan Dodig Filip Polášek               | 6-2, 6-4              |
| 19. | 7 de febrero de 2021     | Melbourne II         | Dura          | Nikola Mektić   | Jérémy Chardy Fabrice Martin           | 7-6(2), 6-3           |
| 20. | 7 de marzo de 2021       | Róterdam             | Dura (i)      | Nikola Mektić   | Kevin Krawietz Horia Tecău             | 7-6(7), 6-2           |
| 21. | 3 de abril de 2021       | Miami                | Dura          | Nikola Mektić   | Daniel Evans Neal Skupski              | 6-4, 6-4              |
| 22. | 18 de abril de 2021      | Montecarlo           | Tierra batida | Nikola Mektić   | Daniel Evans Neal Skupski              | 6-3, 4-6, [10-7]      |
| 23. | 16 de mayo de 2021       | Roma                 | Tierra batida | Nikola Mektić   | Rajeev Ram Joe Salisbury               | 6-4, 7-6(4)           |
| 24. | 25 de junio de 2021      | Eastbourne           | Hierba        | Nikola Mektić   | Rajeev Ram Joe Salisbury               | 6-4, 6-3              |
| 25. | 10 de julio de 2021      | Wimbledon            | Hierba        | Nikola Mektić   | Marcel Granollers Horacio Zeballos     | 6-4, 7-6(4), 2-6, 7-5 |
| 26. | 30 de julio de 2021      | JJ.OO. Tokio 2020    | Dura          | Nikola Mektić   | Marin Čilić Ivan Dodig                 | 6-4, 3-6, [10-6]      |
| 27. | 15 de mayo de 2022       | Roma                 | Tierra batida | Nikola Mektić   | John Isner Diego Schwartzman           | 6-2, 6-7(6), [12-10]  |
| 28. | 21 de mayo de 2022       | Ginebra              | Tierra batida | Nikola Mektić   | Pablo Andújar Matwé Middelkoop         | 2-6, 6-2, [10-3]      |
| 29. | 12 de junio de 2022      | Stuttgart            | Hierba        | Hubert Hurkacz  | Tim Puetz Michael Venus                | 7-6(3), 7-6(5)        |
| 30. | 19 de junio de 2022      | Queen's Club         | Hierba        | Nikola Mektić   | Lloyd Glasspool Harri Heliövaara       | 3-6, 7-6(3), [10-6]   |
| 31. | 24 de junio de 2022      | Eastbourne           | Hierba        | Nikola Mektić   | Matwé Middelkoop Luke Saville          | 6-4, 6-2              |
| 32. | 9 de octubre de 2022     | Astaná               | Dura (i)      | Nikola Mektić   | Adrian Mannarino Fabrice Martin        | 6-4, 6-2              |
| 33. | 14 de enero de 2023      | Auckland             | Dura          | Nikola Mektić   | Nathaniel Lammons Jackson Withrow      | 6-4, 6-7(5), [10-6]   |
| 34. | 18 de junio de 2023      | Stuttgart            | Hierba        | Nikola Mektić   | Kevin Krawietz Tim Puetz               | 7-6(2), 6-3           |
| 35. | 30 de junio de 2023      | Eastbourne           | Hierba        | Nikola Mektić   | Ivan Dodig Austin Krajicek             | 6-4, 6-2              |
| 36. | 7 de enero de 2024       | Hong Kong            | Dura          | Marcelo Arévalo | Sander Gillé Joran Vliegen             | 7-6(3), 6-4           |
| 37. | 25 de mayo de 2024       | Ginebra              | Tierra batida | Marcelo Arévalo | Lloyd Glasspool Jean-Julien Rojer      | 7-6(2), 7-5           |
| 38. | 8 de junio de 2024       | Roland Garros        | Tierra batida | Marcelo Arévalo | Simone Bolelli Andrea Vavassori        | 7-5, 6-3              |
| 39. | 19 de agosto de 2024     | Cincinnati           | Dura          | Marcelo Arévalo | Mackenzie McDonald Alex Michelsen      | 6-2, 6-4              |
| 40. | 15 de marzo de 2025      | Indian Wells         | Dura          | Marcelo Arévalo | Sebastian Korda Jordan Thompson        | 6-3, 6-4              |
| 41. | 29 de marzo de 2025      | Miami                | Dura          | Marcelo Arévalo | Julian Cash Lloyd Glasspool            | 7-6(3), 6-3           |
| 42. | 18 de mayo de 2025       | Roma                 | Tierra batida | Marcelo Arévalo | Sadio Doumbia Fabien Reboul            | 6-4, 6-7(6), [13-11]  |

#### Finalista (33)
| N.º | Fecha                    | Torneos               | Superficie    | Pareja          | Oponentes en la final                 | Resultado                        |
| --- | ------------------------ | --------------------- | ------------- | --------------- | ------------------------------------- | -------------------------------- |
| 1.  | 5 de febrero de 2012     | Zagreb                | Dura (i)      | Ivan Dodig      | Marcos Baghdatis Mikhail Youzhny      | 2-6, 2-6                         |
| 2.  | 10 de febrero de 2013    | Zagreb                | Dura (i)      | Ivan Dodig      | Julian Knowle Filip Polášek           | 3-6, 3-6                         |
| 3.  | 5 de enero de 2014       | Chennai               | Dura          | Marin Draganja  | Johan Brunström Frederik Nielsen      | 2-6, 6-4, [7-10]                 |
| 4.  | 19 de julio de 2015      | Newport               | Hierba        | Nicholas Monroe | Jonathan Marray Aisam-ul-Haq Qureshi  | 6-4, 3-6, [8-10]                 |
| 5.  | 26 de julio de 2015      | Bogotá                | Dura          | Michael Venus   | Édouard Roger-Vasselin Radek Štepánek | 5-7, 1-6                         |
| 6.  | 25 de octubre de 2015    | Estocolmo             | Dura (i)      | Michael Venus   | Nicholas Monroe Jack Sock             | 5-7, 2-6                         |
| 7.  | 21 de mayo de 2016       | Niza                  | Tierra batida | Michael Venus   | Juan Sebastián Cabal Robert Farah     | 6-4, 4-6, [8-10]                 |
| 8.  | 24 de julio de 2016      | Gstaad                | Tierra batida | Michael Venus   | Julio Peralta Horacio Zeballos        | 6-7(2), 2-6                      |
| 9.  | 25 de septiembre de 2016 | Metz                  | Dura (i)      | Michael Venus   | Julio Peralta Horacio Zeballos        | 3-6, 6-7(4)                      |
| 10. | 23 de octubre de 2016    | Estocolmo             | Dura (i)      | Michael Venus   | Elias Ymer Mikael Ymer                | 1-6, 1-6                         |
| 11. | 18 de junio de 2017      | Stuttgart             | Hierba        | Oliver Marach   | Jamie Murray Bruno Soares             | 7-6(4), 5-7, [5-10]              |
| 13. | 15 de julio de 2017      | Wimbledon             | Hierba        | Oliver Marach   | Łukasz Kubot Marcelo Melo             | 7-5, 5-7, 6-7(2), 6-3, 11-13     |
| 14. | 18 de febrero de 2018    | Róterdam              | Dura (i)      | Oliver Marach   | Pierre-Hugues Herbert Nicolas Mahut   | 6-2, 2-6, [7-10]                 |
| 15. | 22 de abril de 2018      | Montecarlo            | Tierra batida | Oliver Marach   | Bob Bryan Mike Bryan                  | 6-7(5), 3-6                      |
| 16. | 9 de junio de 2018       | Roland Garros         | Tierra batida | Oliver Marach   | Pierre-Hugues Herbert Nicolas Mahut   | 2-6, 6-7(4)                      |
| 17. | 29 de julio de 2018      | Hamburgo              | Tierra batida | Oliver Marach   | Julio Peralta Horacio Zeballos        | 1-6, 6-4, [6-10]                 |
| 18. | 7 de octubre de 2018     | Pekín                 | Dura          | Oliver Marach   | Łukasz Kubot Marcelo Melo             | 1-6, 4-6                         |
| 19. | 20 de octubre de 2019    | Estocolmo             | Dura (i)      | Bruno Soares    | Henri Kontinen Édouard Roger-Vasselin | 4-6, 2-6                         |
| 20. | 27 de septiembre de 2020 | Hamburgo              | Tierra batida | Ivan Dodig      | John Peers Michael Venus              | 3-6, 4-6                         |
| 21. | 10 de octubre de 2020    | Roland Garros         | Tierra batida | Bruno Soares    | Kevin Krawietz Andreas Mies           | 3-6, 5-7                         |
| 22. | 8 de noviembre de 2020   | París                 | Dura (i)      | Bruno Soares    | Félix Auger-Aliassime Hubert Hurkacz  | 7-6(3), 6-7(7), [2-10]           |
| 23. | 20 de marzo de 2021      | Dubái                 | Dura          | Nikola Mektić   | Juan Sebastián Cabal Robert Farah     | 6-7(0), 6-7(4)                   |
| 24. | 9 de mayo de 2021        | Madrid                | Tierra batida | Nikola Mektić   | Marcel Granollers Horacio Zeballos    | 6-1, 3-6, [8-10]                 |
| 25. | 15 de agosto de 2021     | Toronto               | Dura          | Nikola Mektić   | Rajeev Ram Joe Salisbury              | 3-6, 6-4, [3-10]                 |
| 26. | 26 de febrero de 2022    | Dubái                 | Dura          | Nikola Mektić   | Tim Puetz Michael Venus               | 3-6, 7-6(5), [14-16]             |
| 27. | 23 de abril de 2022      | Belgrado              | Tierra batida | Nikola Mektić   | Ariel Behar Gonzalo Escobar           | 2-6, 6-3, [7-10]                 |
| 28. | 9 de julio de 2022       | Wimbledon             | Hierba        | Nikola Mektić   | Matthew Ebden Max Purcell             | 6-7(5), 7-6(3), 6-4, 4-6, 6-7(2) |
| 29. | 20 de noviembre de 2022  | ATP World Tour Finals | Dura (i)      | Nikola Mektić   | Rajeev Ram Joe Salisbury              | 6-7(4), 4-6                      |
| 30. | 3 de octubre de 2023     | Astaná                | Dura (i)      | John Peers      | Nathaniel Lammons Jackson Withrow     | 6-7(4), 6-7(7)                   |
| 31. | 19 de mayo de 2024       | Roma                  | Tierra batida | Marcelo Arévalo | Marcel Granollers Horacio Zeballos    | 2-6, 2-6                         |
| 32. | 17 de noviembre de 2024  | ATP World Tour Finals | Dura (i)      | Marcelo Arévalo | Kevin Krawietz Tim Puetz              | 6-7(5), 6-7(6)                   |
| 33. | 3 de mayo de 2025        | Madrid                | Tierra batida | Marcelo Arévalo | Marcel Granollers Horacio Zeballos    | 4-6, 4-6                         |

## Títulos Challenger
| Leyenda               | Individuales | Dobles |
| --------------------- | ------------ | ------ |
| ATP Challenger Series | 0            | 8      |

### Dobles

#### Títulos
| N.º | Fecha      | Torneo                    | Superficie    | Pareja         | Rivales en la final                   | Resultado         |
| --- | ---------- | ------------------------- | ------------- | -------------- | ------------------------------------- | ----------------- |
| 1.  | 24.11.2012 | Challenger de Toyota      | Carpeta (i)   | Philipp Oswald | Andrea Arnaboldi Matteo Viola         | 6-3, 3-6, [10-2]  |
| 2.  | 13.04.2013 | Challenger de Guadalajara | Tierra batida | Marin Draganja | Samuel Groth John-Patrick Smith       | 5–7, 6–2, [13–11] |
| 3.  | 06.07.2013 | Challenger de Portoroz    | Dura          | Marin Draganja | Aljaž Bedene Blaž Rola                | 6-3, 1-6, [10-5]  |
| 4.  | 20.07.2013 | Challenger de Eskisehir   | Dura          | Marin Draganja | Sanchai Ratiwatana Sonchat Ratiwatana | 6-3, 3-6, [10-7]  |
| 5.  | 21.09.2013 | Challenger de Trnava      | Tierra batida | Marin Draganja | Aljaž Bedene Jaroslav Pospíšil        | 7–5, 4–6, [10–6]  |
| 6.  | 03.11.2013 | Challenger de Seúl        | Dura          | Marin Draganja | Hsin-han Lee Hsien-yin Peng           | 7-5, 6-2          |
| 7.  | 10.11.2013 | Challenger de Yeongwol    | Dura          | Marin Draganja | Hsin-han Lee Hsien-yin Peng           | 6-4, 4-6, [10-7]  |
| 8.  | 04.04.2015 | Challenger de Raanana     | Dura          | Michael Venus  | Rameez Junaid Adil Shamasdin          | 6-1, 6-4          |